# Beltsville Information Management Center
Le Beltsville Information Management Center (BIMC), anciennement appelé Beltsville Messaging Center (BMC) et Beltsville Communications Center (également connu sous le nom de Beltsville Communications Annex), est une installation du département d’État des États-Unis située à Beltsville, dans le Maryland, à côté de l'US Special Collection Service (SCS). Il sert de principale installation de relais pour le Diplomatic Telecommunications Service et répond aux besoins en communication de divers programmes et organismes gouvernementaux américains, y compris le SCS.

## Historique
Avant 1985, le système de télécommunications du département d'État se trouvait au siège (en) du département à Washington. Les dirigeants du département d'État craignaient que cela ne rende l'infrastructure de communication du département vulnérable aux catastrophes et aux situations d'urgence. La session du Congrès des États-Unis de 1984 autorisa donc la construction d'un système de communication de secours, le Beltsville Communications Center, situé à Beltsville, dans le Maryland, à 23 kilomètres au nord de la capitale. Depuis, l’installation s’est développée pour devenir un centre de gestion de réseau de communication majeur, servant de centre principal du Diplomatic Telecommunications Service. L'installation couvre 13 200 m2 et, en 1998, elle comptait 32 employés des services publics et du service extérieur et 56 agents contractuels.

## Fonctions
Selon le département d'État, le BIMC est chargé "d'éliminer le risque de perturbation ou de perte de télécommunications entre le département et sa mission à l'étranger". Le centre de Beltsville doit continuer à fonctionner quand le centre de communication du siège du ministère ne le peut pas. Le centre de communication alternatif, situé dans le complexe, permet de relayer les messages sans passer par le centre de communication principal du ministère. En 1998, le centre transmettrait chaque jour plus de 143 000 dossiers officiels et 90 000 messages aux postes diplomatiques et aux agences de relations extérieures. Une installation de stockage de carburant sur site peut alimenter le BIMC pendant 38 jours, tandis qu'un réservoir de 570 000 litres d'eau peut alimenter le centre pendant au moins huit jours. Le site consomme entre 30 000 et 38 000 litres d'eau par jour pour maintenir la température des centres de données. Le BIMC héberge également le centre de traitement des données des Affaires étrangères, qui a été agrandi de 9 200 m2 en 1991.
L'Agence des États-Unis pour le développement international (United States Agency for International Development, USAID) a transféré plusieurs de ses programmes au sein du BIMC. En 1995, le centre a commencé à servir de point de livraison central pour les services informatiques de l'USAID. En 1997, l'USAID a transféré son centre des opérations d'urgence au BIMC.
Le BIMC est situé à côté du Special Collection Service, programme d’écoute de la Central Intelligence Agency et de la National Security Agency. Selon Foreign Policy, les images satellitaires des années 1990 montrent un câble à fibre optique reliant le siège du SCS au BIMC, ce qui indique que le BIMC répond aux besoins de communication du SCS. Selon The Week, lorsque le personnel de SCS est déployé à l'étranger, il travaille souvent soi-disant en tant que membre du service de télécommunications diplomatiques.